# Espionage Act of 1917

L’Espionage Act of 1917 est une loi fédérale des États-Unis adoptée le 15 juin 1917, peu après l'entrée des États-Unis dans la Première Guerre mondiale. Elle a été modifiée à maintes reprises au fil des ans.
Elle était destinée à empêcher toute tentative de gêne avec les opérations militaires américaines comme le soutien d'ennemis du pays pendant la guerre, la promotion de l'insubordination dans l'armée américaine ou l'interférence du recrutement militaire américain.
En 1919, la Cour suprême des États-Unis a statué à l'unanimité à la suite du procès Schenck v. United States que cette loi ne viole pas la liberté d'expression.
Parmi les personnes accusées d'infractions à cette loi : Eugene Victor Debs, Victor L. Berger (condamnation infirmée en appel), Joseph Franklin Rutherford (condamnation infirmée en appel), Ethel et Julius Rosenberg, Daniel Ellsberg, Chelsea Manning, Edward Snowden, Reality Winner, Julian Assange.